# Monument national des Effigy Mounds
Pour les articles homonymes, voir Mounds.
Effigy Mounds National Monument (traduisible par « Monument national des tumulus en forme de silhouettes d'animaux ») est un monument national américain situé sur la frontière des comtés d'Allamakee et de Clayton dans l'Iowa. 
Les tumulus préhistoriques (« mounds » en anglais) sont courants dans les plaines du Midwest jusqu'aux côtes de l'Atlantique, mais il n'y a que dans cette région qu'ils furent construits en forme d'animaux, mammifères, oiseaux ou reptiles. Le monument comporte 206 tumulus sur 10 km² dont trente-et-un sont des silhouettes d'animaux et les autres simplement coniques. Les indiens depuis 500 av. J.-C. jusqu'à la colonisation européenne édifièrent de nombreux tumulus. Quand les prairies américaines furent cultivées, beaucoup de ces tertres disparurent. Effigy Mounds National Monument est le plus important site de tumulus des États-Unis.